# L'uomo che vide il suo cadavere
L'uomo che vide il suo cadavere (House of Secrets) è un film del 1956, diretto da Guy Green.

## Trama
La CIA convince Larry Ellis, un ufficiale di marina, perfetto sosia di un trafficante di nome Steve Chancellor, morto alcuni giorni prima, a sostituirsi a lui per potersi infiltrare in una banda di falsari. La missione, nonostante i pericoli corsi, avrà successo.

## Produzione

### Riprese
Le riprese si svolsero in Francia, a Marsiglia e a Parigi, e in Inghilterra, nei Pinewood Studios, a Iver Heath nel Buckinghamshire.